# Grafenberg
Grafenberg település Németországban, azon belül Baden-Württembergben. Lakosainak száma 2747 fő (2023. december 31.).

## Népesség
A település népessége az elmúlt években az alábbi módon változott:
| Lakosok száma | 1914 | 2617 | 2676 | 2766 | 2776 | 2747 |
|               | 1975 | 2017 | 2019 | 2021 | 2022 | 2023 |